# Xenophrys damrei
Xenophrys damrei é uma espécie de anfíbio anuro da família Megophryidae. Está presente no Cambodja. A UICN classificou-a como quase ameaçada.